# Liste der Fornminnen in Boteå

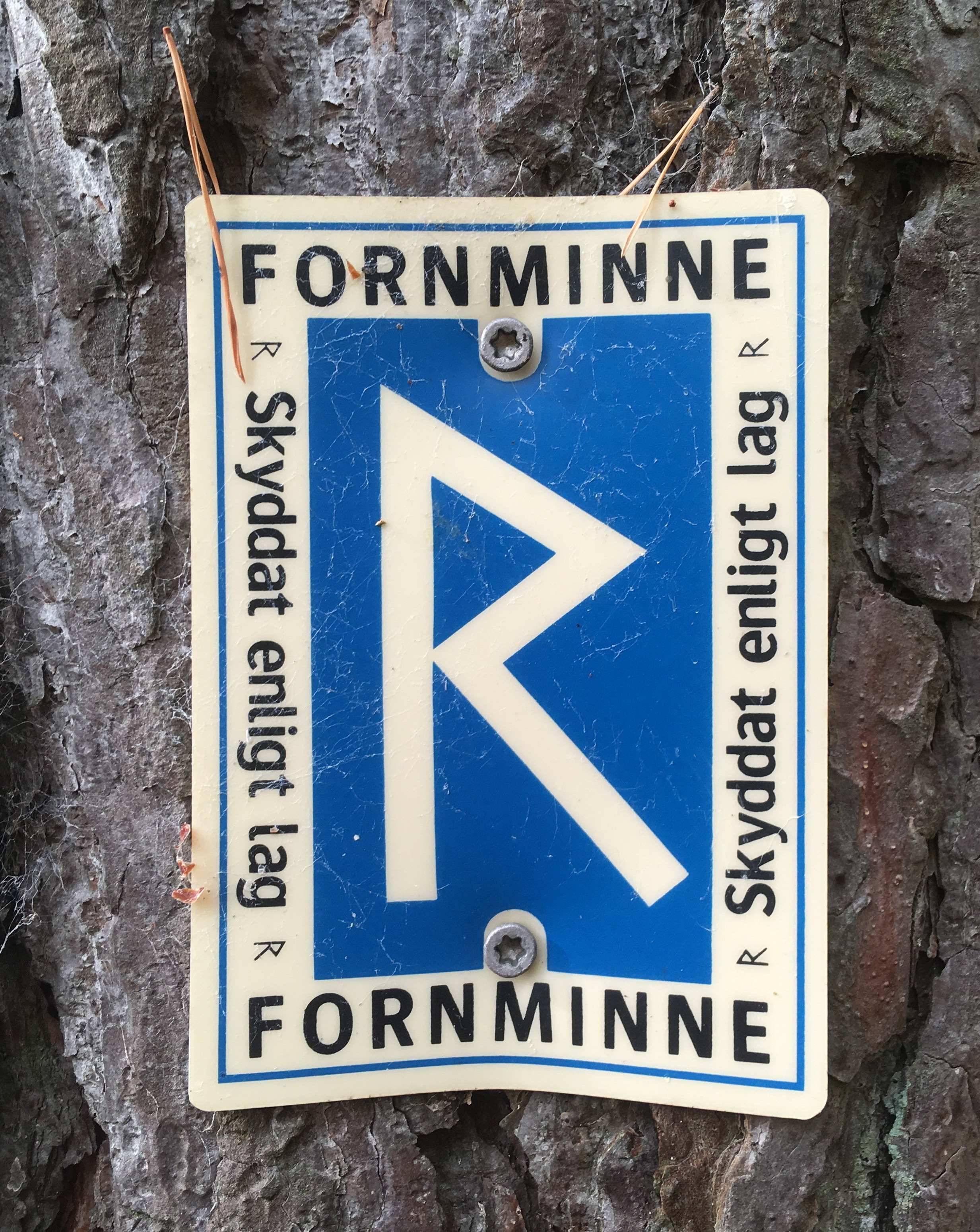
Zeichen für „Fornminnen“ in Schweden

Diese Liste der Fornminnen in Boteå zeigt die „Alten/antiken Denkmale“ (schwedisch fornminnen) im ehemaligen Socken Boteå in der heutigen Gemeinde Sollefteå der schwedischen Provinz Västernorrlands län, sie ist eine Teilliste der „Liste der Fornminnen in Västernorrland“. Die Aufteilung basiert auf der historischen Zuordnung der Gebiete in Socken (siehe auch) und der Einteilung des Zentralamts für Denkmalpflege Riksantikvarieämbetet (RAÄ). Es werden die Fornminnen aufgeführt, die auf dem Suchdienst „Fornsök“ registriert sind, welcher weitere Informationen zu den bekannten kulturhistorischen Überresten in Schweden enthält.

## Begriffserklärung
Fornminnen (schwedisch für alte/antike Denkmale oder archäologische Funde) sind in Schweden alte Objekte und archäologische Funde (Fornlämningar), welche die Überreste menschlicher Aktivitäten in der Vergangenheit bezeichnen, die durch frühere Nutzung entstanden sind und dauerhaft aufgegeben wurden. Dabei gilt für Fornminnen, die vor 1850 entstanden sind, dass sie automatisch durch das Gesetz geschützt sind. Aber auch jüngere Überreste können zu Bodendenkmalen erklärt werden, wenn sie sich an ihrem ursprünglichen Standort befinden und weitgehend erdgebunden sind. Als Fornminnen zählen u. a. Siedlungen und Siedlungsreste aus prähistorischer Zeit, Gräber und Grabstätten, Burgruinen, Ruinen von Klöstern, Kirchen und Schlössern, Steine und Felsen mit Inschriften und Bildern (z. B. Runensteine und Petroglyphen), insofern sie nicht schon als Einzeldenkmal unter Byggnadsminnen (schwedisch für Baudenkmale) oder kyrkliga Kulturminnen (schwedisch für kirchliches Kulturgut) ausgewiesen sind.

## Legende
| ID           | = | ID.Nr. des Denkmalregisters (Fornsök) im schwedische Amt für nationales Kulturerbe (Riksantikvarieämbetet (RAÄ)) |
| Lage         | = | Koordinatenangabe des Standorts                                                                                  |
| Bezeichnung  | = | Bezeichnung des Denkmalobjekts (auch RAÄ-Nr.)                                                                    |
| Beschreibung | = | Name (Denkmaltyp/Dokumentenverweis im Arkivsök) sowie eine kurze Beschreibung des Objekts                        |
| Bild         | = | Bild des Objekts sowie Verweis auf weitere Bilder                                                                |

## Liste Fornminnen Boteå
| ID             | Lage    | Bezeichnung (RAÄ-Nr.) | Beschreibung | Bild           |
| -------------- | ------- | --------------------- | --- | -------------- |
| 10245600010001 | (Karte) | Boteå 1:1             | Boteå 1:1 (Hügelgrab / L1936:2222) Beschreibung ergänzen | Weitere Bilder |
| 10245600040001 | (Karte) | Boteå 4:1             | Boteå 4:1 (Hügelgrab / L1936:3154) Beschreibung ergänzen | Weitere Bilder |
| 10245600040002 | (Karte) | Boteå 4:2             | Boteå 4:2 (Hügelgrab / L1936:5154) Beschreibung ergänzen | Weitere Bilder |
| 10245600050001 | (Karte) | Boteå 5:1             | Boteå 5:1 (Hügelgrab / L1936:2467) Beschreibung ergänzen | Weitere Bilder |
| 10245600050002 | (Karte) | Boteå 5:2             | Boteå 5:2 (Hügelgrab / L1936:2674) Beschreibung ergänzen | Weitere Bilder |
| 10245600050003 | (Karte) | Boteå 5:3             | Boteå 5:3 (Hügelgrab / L1936:2676) Beschreibung ergänzen | Weitere Bilder |
| 10245600050004 | (Karte) | Boteå 5:4             | Boteå 5:4 (Steinsetzung / L1936:2675) Beschreibung ergänzen | Weitere Bilder |
| 10245600060001 | (Karte) | Boteå 6:1             | Boteå 6:1 (Gräberfeld / L1936:2079) Beschreibung ergänzen | Weitere Bilder |
| 10245600070001 | (Karte) | Boteå 7:1             | Boteå 7:1 (Hügelgrab / L1936:3238) Beschreibung ergänzen | Weitere Bilder |
| 10245600090001 | (Karte) | Boteå 9:1             | Boteå 9:1 (Hügelgrab / L1936:3221) Beschreibung ergänzen | Weitere Bilder |
| 10245600090002 | (Karte) | Boteå 9:2             | Boteå 9:2 (Hügelgrab / L1936:2682) Beschreibung ergänzen | Weitere Bilder |
| 10245600100001 | (Karte) | Boteå 10:1            | Boteå 10:1 (Gräberfeld / L1936:2607) etwa 40 x 40 m großes Gräberfeld, ca. 500 m südlich Boteå, bestehend aus 5 Grabhügeln mit einem Durchmesser von 6-12 m und bis zu 1,8 m Höhe, stark überbewachsen.                                                            | Weitere Bilder |
| 10245600110001 | (Karte) | Boteå 11:1            | Boteå 11:1 (Hügelgrab / L1936:3240) Beschreibung ergänzen | Weitere Bilder |
| 10245600110002 | (Karte) | Boteå 11:2            | Boteå 11:2 (Hügelgrab / L1936:2609) Beschreibung ergänzen | Weitere Bilder |
| 10245600120001 | (Karte) | Boteå 12:1            | Boteå 12:1 (Hügelgrab / L1936:3222) Beschreibung ergänzen | Weitere Bilder |
| 10245600120002 | (Karte) | Boteå 12:2            | Boteå 12:2 (Hügelgrab / L1936:2557) Beschreibung ergänzen | Weitere Bilder |
| 10245600130001 | (Karte) | Boteå 13:1            | Boteå 13:1 (Steinsetzung / L1936:3223) Beschreibung ergänzen | Weitere Bilder |
| 10245600130002 | (Karte) | Boteå 13:2            | Boteå 13:2 (Steinsetzung / L1936:3224) Beschreibung ergänzen | Weitere Bilder |
| 10245600140001 | (Karte) | Boteå 14:1            | Boteå 14:1 (Steinsetzung / L1936:2629) Beschreibung ergänzen | Weitere Bilder |
| 10245600150001 | (Karte) | Boteå 15:1            | Boteå x (Gräberfeld / L1936:3171) Beschreibung ergänzen | Weitere Bilder |
| 10245600160001 | (Karte) | Boteå 16:1            | Boteå 16:1 (Hügelgrab / L1936:2680) Beschreibung ergänzen | Weitere Bilder |
| 10245600210001 | (Karte) | Boteå 21:1            | Boteå 21:1 (Hügelgrab / L1936:2685) Beschreibung ergänzen | Weitere Bilder |
| 10245600330001 | (Karte) | Boteå 33:1            | Boteå 33:1 (Hügelgrab / L1936:2687) Beschreibung ergänzen | Weitere Bilder |
| 10245600400001 | (Karte) | Boteå 40:1            | Boteå 40:1 (Wohnsiedlung / L1936:2928) Beschreibung ergänzen (auch als schwedisch „Stortjärn“ bezeichnet) | Weitere Bilder |
| 10245600530001 | (Karte) | Boteå 53:1            | Boteå 53:1 (Wohnsiedlung / L1936:2771) Beschreibung ergänzen (auch als schwedisch „Gålsjötorpet“ bezeichnet) | Weitere Bilder |
| 10245600670001 | (Karte) | Boteå 67:1            | Boteå 67:1 (Alm / L1936:2632) Reste einer ehemaligen Almsiedlung etwa 100 x 100 m (auch als schwedisch „Undromsbodarna“ bezeichnet) etwa 13 km östlich von Boteå gelegen, bestehend aus 13 Hausfundamenten (davon 4 mit Kamin), mehreren Gruben und Nebengebäuden. | Weitere Bilder |
| 10245600910001 | (Karte) | Boteå 91:1            | Boteå 91:1 (Hofgrundstück / L1936:2281) etwa 150 x 100 m großes ehemaliges Hofgrundstück, ca. 750 m nordöstlich der Ortschaft Grillom nördlich des Ångermanälven, bestehend aus 8 Hausfundamenten und Gruben                                                       | Weitere Bilder |